# Балка Березнегувата
Балка Березнегувата — балка (річка) в Україні у Новобузькому й Новоодеському районі Миколаївської області. Ліва притока річки Громоклії (басейн Південного Бугу).

## Опис
Довжина балки приблизно 40 км, найкоротша відстань між витоком і гирлом — 28,70  км, коефіцієнт звивистості річки — 1,39 . Формується багатьма струмками та загатами.

## Розташування
Бере початок на південно-східній стороні від села Веселий Поділ. Тече переважно на південний захід через села Березнегуватське, Павлівку, Новомиколаївку і на північній стороні від села Олександрівки впадає у річку Громоклію. праву притоку річки Інгулу.

## Цікаві факти
- На північній стороні села Новомиколаївки балку перетинає автошлях Р55[3] (автомобільний шлях територіального значення в Одеській та Миколаївській області. Проходить територією Березівського, Одеського, Веселинівського, Вознесенського, Єланецького та Новобузького районів через Одесу — Доброслав — Веселинове — Вознесенськ — Єланець — Новий Буг. Загальна довжина — 205,8 км.)
- У XX столітті на балці існвали молочно, птахо-варинні ферми, газгольдер та газові свердловини[2], а у XIX столітті — багато скотних дворів[1].